# Rudolf Bretschneider
Rudolf Hans Felix Bretschneider (* 20. Februar 1944 in Wien) ist ein österreichischer Sozialwissenschaftler und Publizist.

## Leben und Karriere
Bretschneider, Sohn der Schriftstellerin Gusti Bretschneider, begann ab 1962 ein Lehramtsstudium der Psychologie, Germanistik und Leibesübungen in Wien, das er 1969 mit Hauptfach Psychologie und Nebenfach Germanistik abschloss. Ab 1965 erhielt er kein Stipendium mehr und begann daher im gleichen Jahr als Umfrageforscher beim 1950 gegründeten FESSEL-Institut, das seit 1972 in der GfK Gruppe integriert ist, zwischenzeitlich Fessel+GfK-Institut hieß und seit 2007 als GfK Austria GmbH firmiert. Von  1973 bis 2007 war er Geschäftsführer und anschließend Konsulent des Unternehmens. 1970 wurde er Lehrbeauftragter am Institut für Publizistik und Kommunikationswissenschaft der Universität Wien.
Von 1989 bis 1994 war Bretschneider Nationaler Repräsentant bei der European Society for Opinion and Market Research (ESOMAR), 1994 wurde er Beiratsmitglied der Österreichischen Gesellschaft für Europapolitik (ÖGfE), 1998 Vorstandsmitglied des Instituts für den Donauraum und Mitteleuropa (IDM) und 2008 stellvertretender Vorsitzender des Bundesinstitutes für Bildungsforschung, Innovation und Entwicklung des österreichischen Schulwesens (bifie).
Bretschneider hat zahlreiche Publikationen zu Fragen der Sozialforschung, der österreichischen Kultur und Identität in sozialwissenschaftlichen bzw. öffentlichen Organen verfasst und war von 1986 bis 1993 Herausgeber des „Wiener Journals“.

## Schriften (Auswahl)
- mit Peter Bochskanl (Hrsg.): Mensch im Wort: Erhard Busek. Reden und Aufsätze. Edition Atelier, Wien 1994, ISBN 978-3-8530-8004-7.
- mit Johannes Hawlik und Ruth Pauli: Maß genommen: Österreich in der Meinungsforschung, Holzhausen, Wien 1999, ISBN 978-3-85493-003-7.
- Konsumgesellschaft. Entwicklungslinien und Perspektiven. Picus Verlag, Wien 2000, ISBN 978-3-85452-376-5.
- mit Paul Lendvai: Als der Eiserne Vorhang fiel, Edition Atelier, Wien 2009, ISBN 978-3-902498-26-7.